# Go to Sleep
"Go to Sleep" é o segundo single do álbum de 2003 Hail to the Thief, da banda britânica Radiohead.

## Faixas

### Versões do Reino Unido
- CD 1 CDR6613

1. "Go to Sleep"
2. "I Am Citizen Insane"
3. "Fog (Again)" (Live)

- CD 2 CDRS6613

1. "Go to Sleep"
2. "Gagging Order"
3. "I Am a Wicked Child"

- 12" 12R6613

1. "I Am Citizen Insane"
2. "I Am a Wicked Child"

### Versão dos Estados Unidos
- CD 52953 lançado a 3 de Setembro de 2003 pela Capitol Records

1. "Go to Sleep. (Little Man Being Erased.)"
2. "Gagging Order"
3. "I am a Wicked Child"

### Versão do Canadá
- CD

1. "Go to Sleep"
2. "I Am Citizen Insane"
3. "Fog (Again)" (Live)